# Ship Arriving Too Late to Save a Drowning Witch
A Ship Arriving Too Late to Save a Drowning Witch Frank Zappa 1982-ben megjelent albuma, a hivatalos diszkográfiában a harmincötödik. Ezen a lemezen szerepel a Valley Girl, amit Zappa lányával, Moonnal közösen írt, és ami Grammy-jelölést hozott nekik, és nagyon népszerűvé tette a lemezt.

## A lemez számai
1. "No, Not Now" – 5:50
2. "Valley Girl" – 4:49
3. "I Come from Nowhere"- 6:13
4. "Drowning Witch" – 12:03
5. "Envelopes" – 2:46
6. "Teen-Age Prostitute" – 2:43

## A lemezről

### A program
A lemez első fele stúdiófelvételekből, a második része Zappáék 1981-82-es koncertfelvételeiből áll ("Drowning Witch", "Envelopes", "Teen-Age Prostitute").
A Valley Girl egy húzós alapokra készült monológ: a 14 éves Moon a kor tinédzsereinek pláza-nyelvezetét parodizálja – a dal meglepően nagy népszerűséget hozott apának és lányának, erősen meg is dobta a lemezeladásokat. Valley Girl címen később film is készült, az eredeti tervek szerint Zappáék bevonásával forgatták volna, ami végül elmaradt.
A "Drowning Witch" Zappa egyik legösszetettebb szerzeménye, a YCDTOSA vol 3 fülszövege szerint sem a 82-es, sem a 84-es felállás nem volt képes egyszer sem tökéletesen előadni. A lemezen hallható változat vagy tucatnyi koncert felvételéből van összevágva. A szám különlegessége még, hogy egy kis intermezzóval elválasztva két gitárszóló követi benne egymást.
A lemezen felbukkan énekesként ("I Come From Nowhere") Roy Estrada az eredeti Mothersből.

### Chalk Pie
A "Drowning Witch" lemez anyagának második fele eredetileg egy Chalk Pie című dupla lemezen jelent volna meg, ami kizárólag koncertfelvételeket tartalmazott volna 1980-82-ből. A lemezen hallható lett volna a Clownz on Velvet (később a Thing-Fish lemezre került), ebben Al Di Meola vendégjátéka hallható. A kiadvány végül nem jelenhetett meg, egyes hírek szerint azért, mert a kiadó nem látta kifizetődőnek egy újabb dupla lemez kiadását (a You Are What You Is után), más hírek szerint Meola nem tartotta elég jónak az itt hallható szólóját s nem járult hozzá a megjelenéshez. (A kiadatlan lemez rajongók körében mégis felbukkant a fájlcserélő rendszereken, viszonylag jó minőségben.) A tervezett lemez számai:
1. Drowning Witch
2. Envelopes
3. Teen-Age Prostitute
4. The Dangerous Kitchen
5. Chalk Pie
6. We're Turning Again
7. Alien Orifice
8. The Jazz Discharge Party Hats
9. "The Torture Never Stops" guitar solo (title unknown)
10. What's New in Baltimore?
11. Moggio
12. "The Black Page #2" guitar solo (title unknown)
13. Clownz on Velvet
14. Frogs with Dirty Little Lips
A "Chalk Pie" anyagainak egy része a "Drowning Witch"-re, a The Man from Utopiára és a Frank Zappa Meets the Mothers of Prevention-re került, a "Chalk Pie" című gitárszóló a Guitar albumra, két másik gitárszóló pedig azóta is kiadatlan.

### A borító
A lemez borítója egy "képrejtvény", Roger Price rajza az 1953-as "Droodles" című könyvéből. A kép címe "A hajó túl későn érkezett hogy megmentsen egy fuldokló boszorkányt"; a hajó orra és a süllyedő boszorkány kalapja ugyanakkor mintha egy Z és egy A betűt formázna. A kép adta később az album címét.

## A zenészek
- Frank Zappa – szólógitár, ének
- Steve Vai – gitár (a lemezen: „lehetetlen gitárszólamok”)
- Ray White – ritmusgitár, ének
- Tommy Mars – billentyűs hangszerek
- Bobby Martin – billentyűs hangszerek, szaxofon, ének
- Ed Mann – ütőhangszerek
- Scott Thunes – basszusgitár: "Drowning Witch", "Envelopes", "Teen-age Prostitute", és "Valley Girl"
- Arthur Barrow – basszusgitár: "No Not Now" és az "I Come From Nowhere" első fele;
- Patrick O'Hearn – basszusgitár: az "I Come From Nowhere" gitárszólója alatt
- Chad Wackerman – dobok
- Roy Estrada – ének
- Ike Willis – ének
- Bob Harris – ének
- Lisa Popeil – ének a "Teen-Age Prostitute"-ban
- Moon Unit Zappa – ének a "Valley Girl"-ön

## Helyezések

### Az album
Billboard (United States)
| Év   | Chart      | Helyezés |
| ---- | ---------- | -------- |
| 1982 | Pop Albums | 23       |

### Kislemez
| Song          | Chart           | Peak position |
| ------------- | --------------- | ------------- |
| "Valley Girl" | Mainstream Rock | 12            |
| "Valley Girl" | Pop Singles     | 32            |

## Külső hivatkozások
- A megjelenés részletei – a Zappa Patio honlapon